# Baltiska hallen
Baltiska hallen är en sport- och evenemangshall i Malmö som öppnades 1964 i samband med 50-årsjubileet av Baltiska utställningen.
Baltiska hallen ligger på Stadionområdet, som är ett av Europas största idrottsområden beläget vid Pildammsparken, cirka två kilometer från Malmö centrum. I foajén finns Idrottsmuseets utställningar. Arkitekterna som ritade Baltiskan var Fritz Jaenecke och Sten Samuelson.

## Bakgrund
Baltiska hallen har plats för cirka 4 000 åskådare och är hemmaarena för HK Malmö och Malmö FBC. Här har arrangerats en mängd stora sportevenemang som EM i bordtennis, Davis Cup i tennis, VM i handboll, World Cup i handboll, EM i brottning, EM i karate, EM i Radiostyrd bil och Euro Floorball Tour i Innebandy.
Hallen har också använts för musikarrangemang med till exempel Rolling Stones, Johnny Cash, Ulf Lundell, Gilbert O'Sullivan och för shower som Holiday on Ice och Harlem Globetrotters.
Publikrekordet noterades den 26 februari 1967 vid en boxningsgala med Bosse Högberg, som drog 5 975 åskådare.